# سایم (شهر باستانی آئولیایی)
سایم: (یونانی، CYME از Aeoli) (مدرن ترکیه امروزی Limani) ویا کومای یک شهر آئولیایی (یونانیان آسیای صغیر) در کرانه‌های غربی آناتولی و نزدیک به پادشاهی لیدیا قرار داشت.
آئولیایی‌ها شهر سایم را تحت عنوان یکی از بزرگترین و مهمترین شهر از شهرهای دوازده‌گانه مردمشان که محلش در خط ساحلی آسیای صغیر (غرب آناتولی) قرار داشت، عنوان می‌کردند. گمان می‌شود به علت دسترسی مستقیم شهر به دریا، تجارت در این شهر از رونق فراوانی برخوردار بوده باشد.

## محل قرارگیری

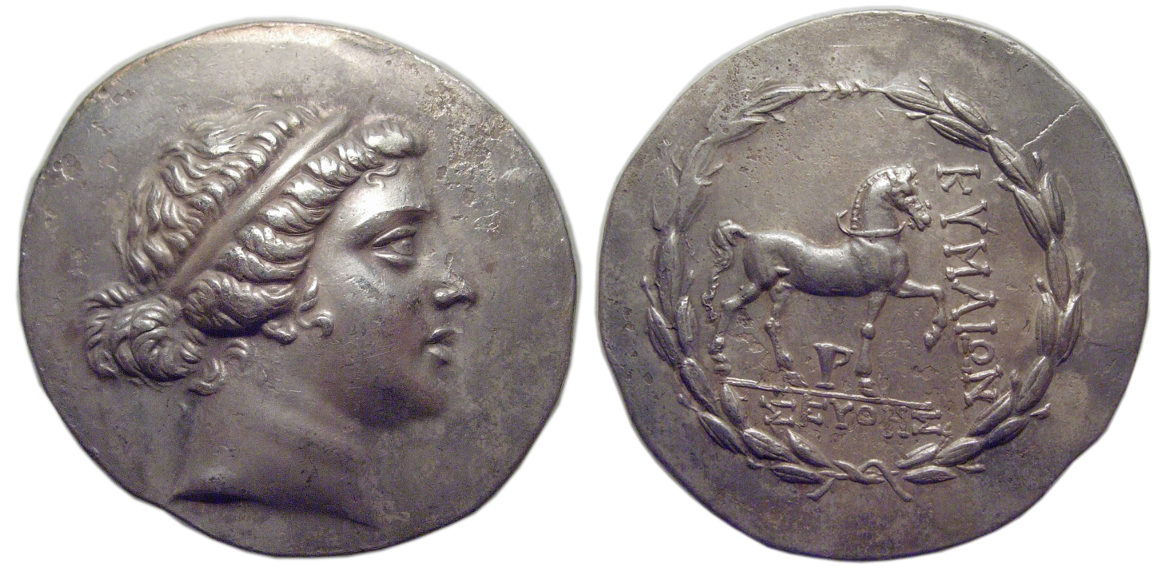
آئولیس (واحد پول) تترادراشم، از جنس نقره در حدود ۱۴۰–۱۶۵ قبل میلاد مسیح. نقش سرکرده آمازون‌ها و در سمت راست تصویر اسبی که به سمت راست راه می‌رود، در زیر پای او یک فنجان دسته دار. قطر: ۳۴۰۳ میلی‌متر و وزن: ۱۶۰۴۰۹گرم.

دو نویسهٔ (زندگیه هومر و استرابو جغرافیدان باستان)، محل قرارگیری شهر باستانی را در حومه شهر امروزی "Nemrut Limanı" معرفی می‌کنند.
پس از گذر کردن از هایلوس، فاصله لاریسا تا سایم ۷۰ استادیا (واحد اندازه‌گیری) و از سایم تا میرینا ۴۰ استادیا بود. (استرابون: 622)
یافته‌های باستان‌شناسی مانند سکه‌ها به رودخانه ای اشاره می‌کنند که گمان می‌رود رودخانه هایلوس باشد.

## تاریخ

### تاریخ ابتدایی
دربارهٔ افسانه ساخت شهر اطلاعات ناچیزی موجود است. کایم (Kyme) بزرگترین شهر آئولیا بوده و طبق افسانه‌ها آنرا آمازون کایم تأسیس کرد. آمازون‌ها قبیله ای از زنان جنگ جو از پونتوس کلشیس تراسیه یا اسکایسیا (سکاها) بودند که علیه قهرمانان سنتی یونان (از قدیم سنت بر این بوده که قهرمانان و جنگجویان از میان مردان انتخاب می‌شده‌اند) می‌جنگیدند. سکه‌های یافت شده اغلب سر کایم را در یک رو و اسب (در حال جفتک انداختن) را در روی دیگر نشان می‌دهند.
به‌طور پیوسته مهاجران از سرزمین‌های اصلی یونان (احتمالاً ایبوئا) در اواخر عصر مفرغ با گذر از اژه به این شهر آمده‌اند. به طوری که مهاجامان دوریایی زبان احتمالاً تمدن میسنیایی (یا میکنیا) را در حدود سال ۱۰۵۰ قبل میلاد ساقط کردند. در طی اواخر عصر برنز و اوایل عصر تاریک یونان گویش و زبان سایم و مناطق اطراف آئولیا شباهت زیادی به گویش محلی تسالیا و بوئتیا داشت.

این شهر پس از نبرد تروی توسط یونانیان در نزدیکی رود هرموس بنا گذاشته شد. 

## باستان‌شناسی
برای اولین بار در قرن ۱۹ باستان شناسان در این منطقه شروع به کاوش کردند که منجر به یافت معبدی کوچک در Isis، رواق رومی و آنچه که امروزه خانه سفال نامیده می‌شود شد. بین سالهای ۱۹۷۹–۱۹۸۴، موزه ازمیر با انجام حفاریهای مشابه در مکانهای مختلف اطراف محل، کتیبه‌ها و سازه‌های دیگری را در تپه جنوبی کشف کرد.

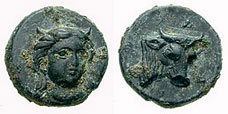
سکه آئولیس، لاریسا فریکونیس. قرن چهارم قبل از میلاد.